# نيويورك (ولاية)
نيويورك (بالإنجليزية: New York)‏ إحدى ولايات الولايات المتحدة الأمريكية تقع في شمال شرق الولايات المتحدة الأمريكية على المحيط الأطلسي عاصمتها ألباني. وهي الولاية ال27 من حيث المساحة، والثالثة من حيث تعداد السكان، والسابعة من حيث الكثافة السكانية على مستوى الولايات المتحدة (50 ولاية). يحد نيويورك من الجنوب ولايتي نيو جيرسي وبنسلفانيا وولايات كونيتيكت وماساتشوستس وفيرمونت من الشرق. كما تملك الولاية حدود بحرية مع رود ايلاند شرق لونغ آيلاند، وكذلك حدود دولية مع مقاطعة أونتاريو الكندية في الغرب والشمال، وكيبك في الشمال. وغالبًا ما يشار إلى ولاية نيويورك على أنها ولاية نيويورك لتمييزها عن مدينة نيويورك.مدينة نيويورك، التي يبلغ تعداد سكانها أكثر من 8,100,000 نسمة، هي المدينة الأكثر اكتظاظاً بالسكان في الولايات المتحدة. وهي تشكل وحدها أكثر من 40 في المئة من سكان ولاية نيويورك. ومن المعروف عنها وضعها كمركز إقتصادي والثقافي ومكانتها كأكبر بوابة للهجرة إلى الولايات المتحدة. وفقاً لوزارة التجارة الأمريكية، مدينة نيويورك هي أيضاً الوجهة المفضلة للزوار الأجانب من دول عديدة. ولقد سميت كلا من الولاية والمدينة بهذا إلاسم نسبة إلى دوق يورك في القرن السابع عشر، جيمس ستيوارت، ولاحقاً هو أيضاً جيمس الثاني والسابع ملك انجلترا واسكتلندا.
وكان يسكن نيويورك قبائل مختلفة من الألغنكوين والإيروكوين التي كانت تتحدث بلغة السكان الأصليين في وقت المستوطنين الهولنديين اللذين انتقلوا إلى المنطقة في أوائل القرن السابع عشر. وفي عام 1609، طالب هنري هدسون لأول مرة بالمنطقة للهولنديين. وفي 1614، بنيت فورت ناسو بالقرب من موقع العاصمة ألباني في الوقت الحاضر. أيضاً في وقت قريب من هذا، إستعمر الهولنديون نيو أمستردام وأجزاء من وادي نهر هدسون، وأنشأوا مستعمرة هولندا الجديدة. ثم أخذ البريطانيون المستعمرة بإلحاقها إلى جملة أراضيهم في 1664.
وكانت حدود المستعمرة البريطانية مقاطعة نيويورك، مشابه تقريباً لحدود الولاية في الوقت الحاضر. ووقعت حوالي ثلث معارك الحرب الثورية في نيويورك. كما صدر دستور الولاية في 1777. وأصبحت نيويورك الولاية الحادية عشر في التصديق على دستور الولايات المتحدة، في 26 يوليو 1788.

## التاريخ

### قبل الاستيطان الأوروبي
كانت قبيلتان من أكبر وأقوى القبائل الهندية في أمريكا الشمالية تعيشان في منطقة نيويورك قبل وصول الأوروبيين إليها. كانت إحداهما تتألف من قبائل من أسرة الجونغيان الهندية. أما الجماعة الأخرى فكانت تُعرف باسم قبيلة الأروكيوس أو مجموعة العشائر الخمس.

### القرن السابع عشر
يعتبر الإيطالي جيوفاني دي فيرازانو هو أول من اكتشف سواحل ولاية نيويورك وذلك عام 1524. ولكن ظهرت أولى علامات التدخل الأوروبي في تلك المنطقة من خلال رحلة هنري هدسون البحرية سنة 1609م إلى تلك المنطقة. هنري هدسون هو رجل إنجليزي كان يعمل لحساب شركة الهند الشرقية الهولندية، وكان يبحث عن ممر إلى آسيا، فأبحر في اتجاه أعالي النهر الذي يحمل اسم هدسون حاليًا ودخل خليج نيويورك يوم 11 سبتمبر من ذلك العام وأدعى ملكيتها لهولندا. ذلك وفي نفس السنة اكتشف الفرنسي صمويل دو شاميلن شمال ولاية نيويورك وأدعى ملكيتها لفرنسا.
وبعد عودة هدسون من رحلته سرعان ما انتشرت الأخبار عن اكتشافاته وبدأ التجار الهولنديون في استكشاف الساحل بحثاً عن تجارة الفراء (فراء الحيوانات) المربحة. خلال القرن السابع عشر، أسس الهولنديون البريد التجاري في وادي نهر هدسون بعد زيارة هدسون بنفسه مباشرة، وانتشرت مراكز تجارية هولندية لتجارة جلود الحيوانات مع شعوب ليناب، والإيروكوا والشعوب الأصلية الأخرى وتوسعت هذة المخافر حتى كونت مستعمرة هولندا الجديدة.
كانت أولى هذه المركز التجارية هي فورت ناسو التي نشأت في عام 1614 قرب (ألباني) في الوقت الحاضر. وفي عام 1624م، أسس المستوطنون الهولنديون مستوطنة فورت أورانج (على نهر هدسون إلى الجنوب من مدينة ألباني الحالية والتي أنشئت لتحل محل فورت ناسو) وهي تعتبر أول مستعمرة دائمة للمستوطنين البيض. ثم اشترى الهولنديون (بيتر مينويت) منطقة مانهاتن من الهنود الحمر عام 1625م، ثم بدأوا العمل ببناء مستوطنة فورت أمستردام في تلك المنطقة. تطورت فورت أورانج لتصبح مستوطنة بيفيرويك في عام 1647 (ألباني عاصمة ولاية نيويورك حالياً) وتطورت فورت أمستردام إلى ما عرف بمدينة نيوأمستردام (مدينة نيويورك حالياً). كما نشأ أيضاً مجتمع إسبوس في عام 1653 (كينجستون حالياً). وأعطت رحلة هدسون الحق لهولندا في ادعاء ملكية معظم أراضي ولاية نيويورك وبعض الولايات الشرقية الأخرى، وسميت هذه المنطقة بعد ذلك باسم مستعمرة هولندا الجديدة (نيونذرلاند). وكان نجاح باتورونية عزبة رينسيلايرسويك ( (1630)، والتي أحاطت بألباني واستمرت حتى منتصف القرن التاسع عشر، عامل رئيسي في النجاح المبكر للمستعمرة.
ظهرت العديد من المستعمرات الإنجليزية على طول بحيرة أونتاريو وبدأت بالظهور تدريجيًا مقابلة للهولنديين، وفي 24 يونيو عام 1664 غزا الإنجليز مستعمرة هولندا الجديدة واستولوا عليها في أكتوبر من نفس العام خلال الحرب الأنجلو هولندية الثانية، ثم أعادوا تسمية هذه المنطقة من جديد وسميت بمقاطعة نيويورك على اسم دوق يورك. وسقطت مدينة نيويورك مرة أخرى في يد الهولنديين في عام 1673 خلال الحرب الأنجلو هولندية الثالثة (1672-1674) وأعاد الهولنديين تسمية المدينة إلى نيو أورانج. ولكنها عادت إلى الإنجليز وفقاً لأحكام معاهدة وستمنستر في السنة اللاحقة.
بعد نجاح الإنجليز في الاستيلاء على جنوبي نيويورك، بدأ الفرنسيون في الاستيلاء على أجزاء مهمة من الجزء الشمالي لها، وفي خلال هذا الوقت من عام 1689م بدأت الحرب في أوروبا بين إنجلترا وفرنسا، ولذلك أصبحت نيويورك مباشرة أرض معركة بين هاتين الدولتين، ومن عام 1689م إلى 1763م عانت هذه المنطقة بصورة سيئة من اندلاع أربع حروب، تُعرف بالحروب الفرنسية الهندية. أفقدت هذه الحروب فرنسا معظم سيطرتها على جميع أمريكا الشمالية.

### الثورة الأمريكية (1775م ـ 1783م)

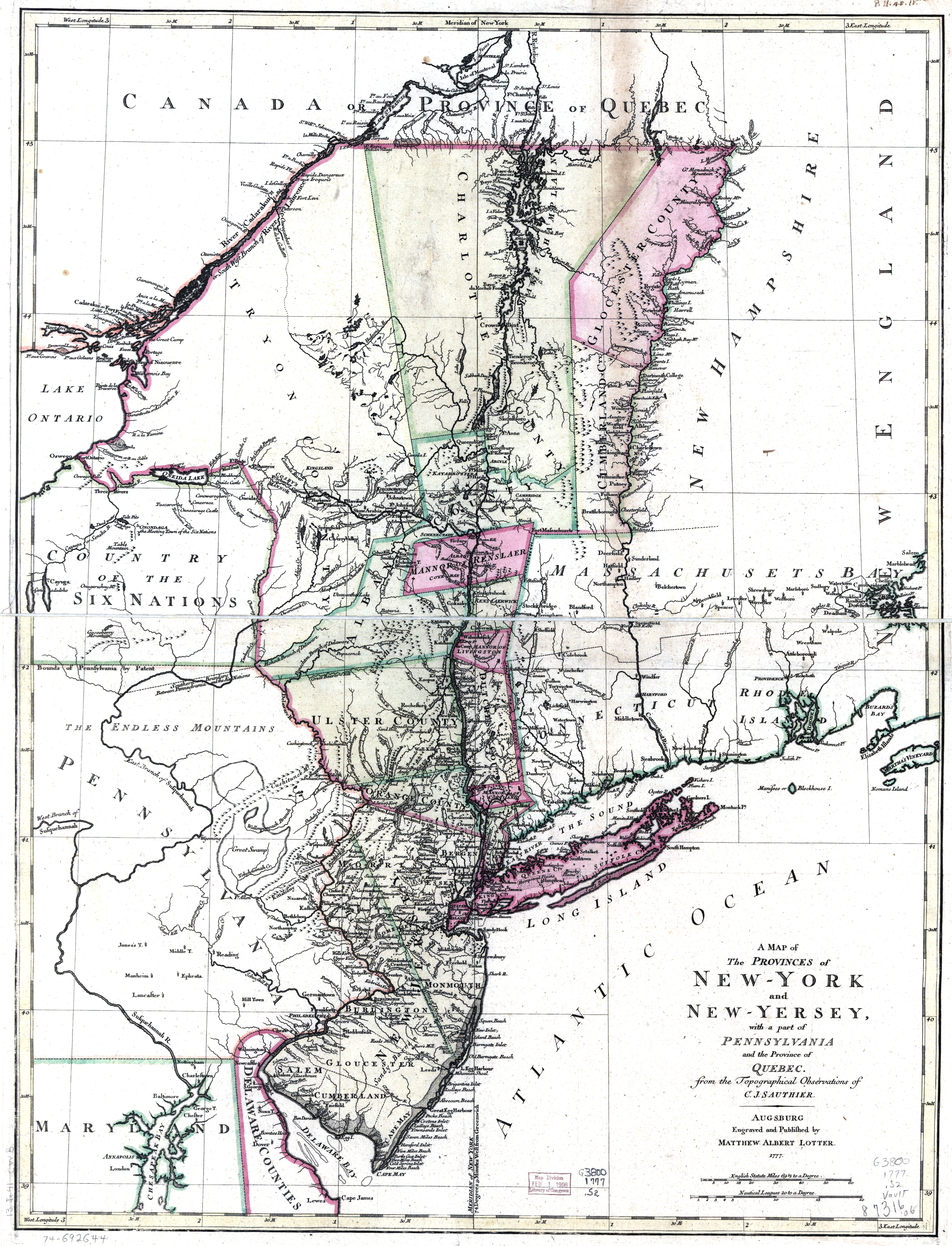
نيويورك في عام 1777

كانت نيويورك مسرحًا لكثير من المعارك خلال حرب الاستقلال الأمريكية (1775م ـ 1783م). ظلت نيويورك خاضعة لحكم التاج البريطانى حتى أقدم البرلمان البريطاني في عام 1765 على إقرار قانون الدمغة (بالإنجليزية: Stamp Act) لفرض ضرائب على السكان في كل المستعمرات لزيادة الإيرادات بعد انتهاء حروب بريطانيا مع فرنسا. وادعى الأمريكان أن هذا القانون ينتهك حقوقهم الدستورية، حيث أن المجالس التشريعية الاستعمارية الخاصة بهم فقط هي التي يمكن أن تفرض ضرائب على المستعمرات الأميركية. وكانت قد نشأت منظمة أبناء الحرية (بالإنجليزية: Sons of Liberty) في مدينة نيويورك خلال 1760s المناهضة لبريطانيا، كرد فعل لممارسات بريطانيا ضد سكان المستعمرات التي اعتبروها قمعية. فاجتمع كونغرس قانون الدمغة في المدينة في 19 أكتوبر من ذلك العام (1765): وهو جمع من النواب من مختلف أنحاء المستعمرات الثلاثة عشر الذين مهدوا الطريق لتكوين ما عرف بالكونغرس القاري فيما بعد. وختم «كونغرس قانون الدمغة» أعماله باصدار إعلان الحقوق والمظالم، الذي كان أول تعبير مكتوب بواسطة ممثلين عن الأميركيين ينص على العديد من الحقوق والشكاوى والتي أُعرب عنها في وقت لاحق في إعلان استقلال الولايات المتحدة من التاج البريطاني، بما في ذلك الحق في حكومة ممثلة للشعب الأمريكي.
وكان الاستيلاء على فورت تيكونديروجا من قبل متمردين أمريكيين قد زودهم بالمدافع والبارود اللازمين لفرض انسحاب وتراجع للقوات البريطانية عن حصار بوسطن في سنة 1775.
وأيدت نيويورك إعلان الاستقلال الأمريكي في 9 يوليو 1776. وتم وضع إطار لدستور ولاية نيويورك من قبل الجمعية العمومية التي تجمعت في وايت بلينز، نيويورك في 10 يوليو 1776، وبعد سلسلة من التأجيلات المتكررة والتغيرات في موقع الانعقاد، أنهت الجمعية عملها في كينغستون، نيويورك مساء الأحد، 20 أبريل 1777، عندما تم اعتماد دستور الولاية الجديد الذي صاغه جون جاي باجماع من أعضاء الجمعية مقابل صوت واحد معارض فقط. ولكن لم يقدم الدستور للشعب للتصديق عليه. وفي 30 يوليو 1777، تم تنصيب جورج كلينتون كأول حاكم لولاية نيويورك في كينغستون.
كانت أولى المعارك الرئيسية في حرب الاستقلال الأمريكية بعد إعلان الاستقلال— وأكبر معركة في الحرب بأكملها— قد وقعت في نيويورك وهي معركة لونغ آيلاند (والتي تعرف أيضاً باسم معركة بروكلين) في أغسطس عام 1776. وكان النصر البريطاني في تلك المعركة قد جعل مدينة نيويورك قاعدتهم العسكرية والسياسية للعمليات في أمريكا الشمالية طوال مدة النزاع، وبالتالي مركزاً لاهتمام شبكة استخبارات الجنرال جورج واشنطن القائد العام للجيش القاري المقاوم للقوات البريطانية.

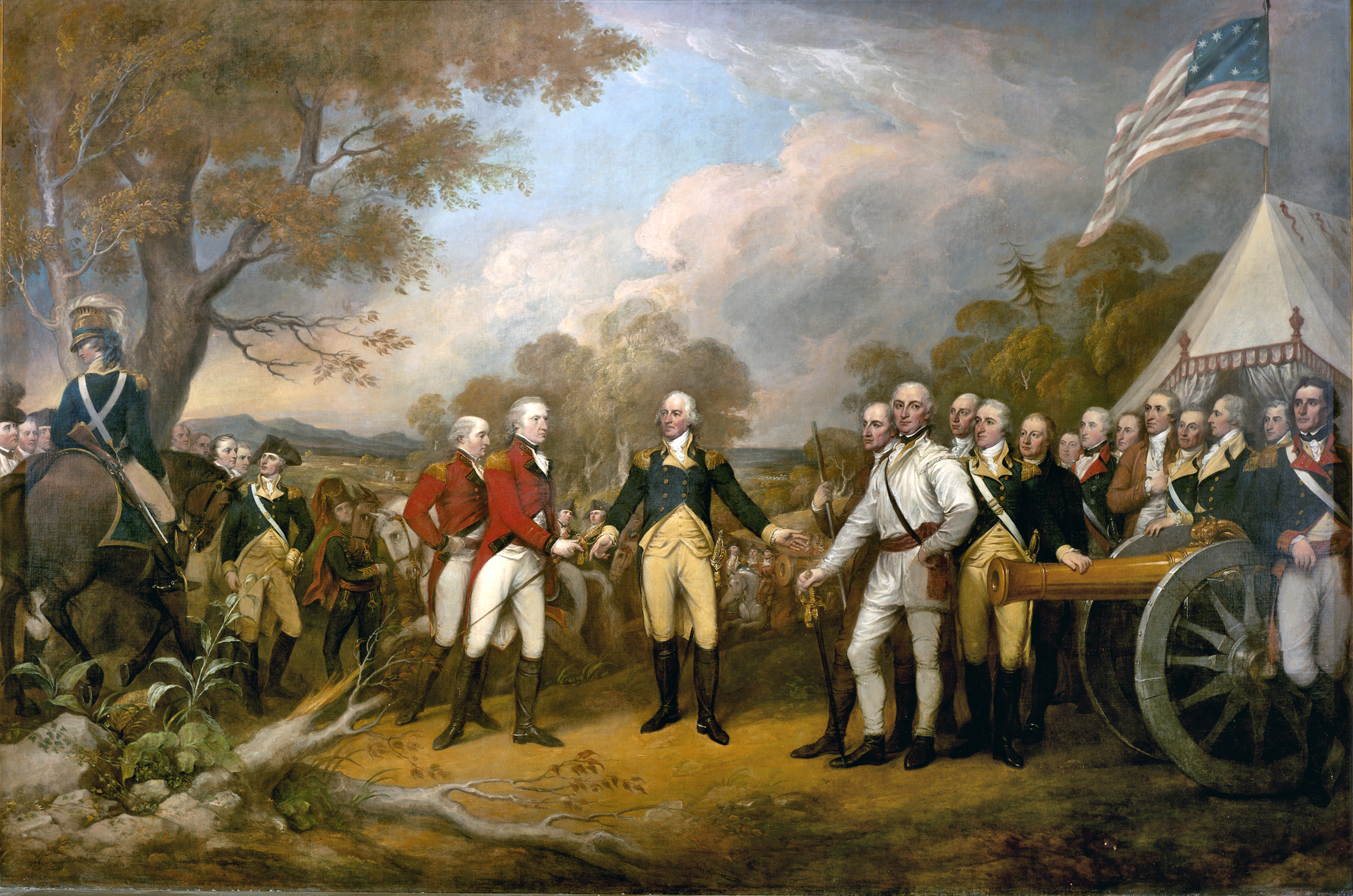
الجنرال البريطاني جون بيرجوين يستسلم في ساراتوجا عام 1777.

وشهدت سجون السفن البريطانية سيئة السمعة في خليج والابوت الكثير من المقاتلين الأمريكان الذين ماتوا من الإهمال المتعمد و هم أكثر من مجموع من قتلوا في كل معركة من معارك تلك الحرب بأكملها.
وفي عام 1777م انتصر الجيش القاري في نيويورك في معركتين مهمتين على القوات البريطانية.وتم القبض على واحد من القائدين الرئيسين للجيش البريطاني من قبل الجيش القاري في معارك ساراتوجا في عام 1777، مما كان له تأثير على فرنسا أن تحالفت مع الثوار.
وقد تحالفت أربعة من أمم الإيروكوا (السكان الأصليين) مع بريطانيا وقاتلوا إلى جانب القوات البريطانية في محاولة منهم للاحتفاظ بسيادتهم وبقائهم كدولة مستقلة لها وضعها بين الولايات المتحدة الجديدة وشمال أمريكا البريطانية (كندا) ؛ فكان الاونيداس وعائلاتهم التوسكاروراس هم فقط من تحالفوا مع الاميركيين. ففي عام 1779م، سحقت حملة عسكرية مسلحة قبيلة الأروكيوس الجبارين تاركة المقاطعات الهندية مفتوحة أمام البيض للاستيطان فيها. وكان اللواء جون سوليفان قد بعث حملة في عامي 1778 و 1779 دمرت ما يقرب من 50 قرية تابعة للإيروكوا والأراضي الزراعية المجاورة لها، مما اضطر الكثير من اللاجئين إلى الهروب لنياجرا التي تسيطر عليها بريطانيا. وكحلفاء لبريطانيا، أعيد توطين الإيروكوا في كندا بعد الحرب.
في تسوية المعاهدات، تنازل البريطانيون عن معظم الأراضي الهندية إلى الولايات المتحدة الجديدة. ولأن نيويورك كانت قد عقدت معاهدة مع الإيروكوا دون الحصول على موافقة الكونغرس، فان بعض عقود شراء الأراضي هي موضوع لمطالبات بالملكية من قبل بعض القبائل الفردية في العصر الحديث. حيث وضعت أكثر من 5 ملايين فدان (20,000كم2) من أراضي الإيروكوا السابقة للبيع في سنوات ما بعد حرب الاستقلال، مما أدى إلى تطور سريع في شمال ولاية نيويورك. وحسب معاهدة باريس، غادر آخر بقايا السلطة البريطانية في الثلاثة عشر مستعمرة السابقين— الجنود البريطانيون في مدينة نيويورك — الولاية في عام 1783،، وهو الحدث الذي تم الاحتفال به بعد ذلك بزمن طويل في ما يعرف بعيد الجلاء.
بعد مناقشات ساخنة، والتي تضمنت نشر ما يعرف الآن بالتفسير الدستوري الجوهري— الأوراق الفيدرالية — على شكل سلسلة من الحلقات في صحف مدينة نيويورك، أصبحت نيويورك الولاية رقم 11 في التصديق على دستور الولايات المتحدة، في 26 يوليو عام 1788م.

### القرن التاسع عشر

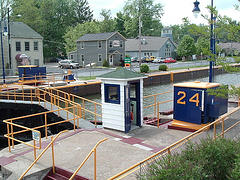
إنشاء قناة إيري أدى إلى تحول صناعى سريع في نيويورك.

كانت حركة النقل في غرب ولاية نيويورك صعبة قبل بناء القنوات المائية في أوائل القرن التاسع عشر. إذ لم يكن ممكناً للسفن أن تبحر في نهري هدسون وموهوك لأبعد من وسط نيويورك. بينما كان يمكن الإبحار في نهر سانت لورانس حتى بحيرة أونتاريو، الإ أن الطريق غرباً إلى البحيرات العظمى الأخرى كان مسدوداً بشلالات نياجارا، وبالتالي كان النقل البري هو وسيلة النقل الوحيدة لغرب نيويورك.
ويرجع الفضل في ازدهار الحركة التجارية في ولاية نيويورك إلى الحاكم ديويت كلينتون الذي دعا بشدة لبناء قناة مائية، قناة إيري، التي تبدأ من مدينة ألباني وتصل إلى مدينة بافلو لتربط نهر هدسون ببحيرة إيري، وبالتالي تربط النهر بالبحيرات العظمى كلها. بدأ العمل في القنال عام 1817م، وتم افتتاحها في عام 1825م. وكانت تعتبر أعجوبة هندسية.فقد كانت قوارب الطرود تسافر صعوداً وهبوطاً في القناة وهي تحمل على متنها السواح والزوار. وفتحت القناة مساحات شاسعة من نيويورك للتجارة والاستيطان. فقد مكنت لمدن الموانئ على البحيرات العظمى مثل بافلو وروتشستر أن تنمو وتزدهر. وأيضاً ربطت الإنتاج الزراعي المزدهر في الغرب الأوسط وحركة الشحن في البحيرات العظمى بميناء مدينة نيويورك. كما كان لتحسن حركة النقل عن طريق القناة أثره في تمكين سكانِ إضافيين من الهجرة إلى الأراضي في غرب الولاية. وتم تطوير السكك الحديدية عبر الولاية بعد ذلك، وفي عام 1850م أصبحت نيويورك رائدة البلاد من حيث أعداد السكان، والتصنيع والتبادل التجاري.
خلال الحرب الأهلية الأمريكية، قدمت نيويورك أكثر من 370,000 جندي لجيوش الاتحاد. وقد توفي أكثر من 53,000 من هؤلاء في الخدمة، وهو تقريباً 1 من كل 7 ممن خدموا في تلك الحرب.

### موجات الهجرة
وبعد نهاية الحرب الأمريكية الأهلية (1861 ـ 1865م)، بدأ الكثير من المراكز الصناعية الجديدة في الظهور والنمو في مختلف أجزاء نيويورك. وأصبحت هذه المدينة عاصمة البلاد صناعيًا وماليًا، وأصبحت كذلك مركزًا ثقافيًا. وأغرت فرص التوظيف التي توافرت في نيويورك موجات المهاجرين ليحطوا رحالهم في ربوعها. في عام 1901م استؤجر سفَّاك لقتل الرئيس وليم ماكينلي في بفلو، وأصبح ثيودور روزفلت الحاكم السابق لنيويورك رئيسًا للدولة.
في منتصف القرن العشرين أصبحت ولاية نيويورك مركزًا صناعيًا للقوات المسلحة الأمريكية. في عام 1959م افتُتح طريق سانت لورنس المائي، الذي سمح للسفن القادمة من المحيط بالإبحار إلى موانئ البحيرات العظمى. أُغلِق كثير من المصانع في نيويورك أوائل السبعينيات، ولكن بعد منتصف السبعينيات بدأ اقتصاد نيويورك ينهض من كبوته بسبب النمو المتزايد والكبير في الخدمات وصناعة الآلات الكهربائية. وفي عام 1986م وافق الناخبون في نيويورك على تمويل المشاريع البيئية، خاصة تلك المشاريع الرامية إلى تنظيف أماكن المخلفات الخطيرة.

## الجغرافيا
تنقسم إلى عدد من المناطق لكل منها طابع مختلف وأشهرها مدينة نيويورك ثم منطقة غير محددة تسمى نيويورك العليا (Upstate) والتي يقطنها الأثرياء وهي ذات طبيعة هادئة.
تتكون الولاية من 62 مقاطعة، وتبلغ المساحة الكلية للولاية 141300 كم². لنيويورك مكانة متميزة في الولايات المتحدة لأنها:
- أكبر مركز مالي في العالم.
- يوجد بها مقر الأمم المتحدة.
- الميناء الأول في الولايات المتحدة.

يحد ولاية نيويورك شرقًا ولاية فيرمونت وكونتيكت وشمالاً إقليمي أونتاريو كيبيك الكنديين، وجنوبا ولاية نيوجيرزي وغربًا ولاية بنسلفانيا. ويعبر الولاية إلى مصبه بمدينة نيويورك نهر هدسون، حيث يشق الوادي جبال الأبالاش ومن الأنهار الأخرى نهر موهوك Mohawk الذي يمتد من مدينة روما وحتى مدينة ألباني العاصمة.
ومن البحيرات المشهورة هناك بحيرة شاملبين وبحيرة جورج وبحيرة بلاسيد Placid وبحيرة ساراناك Saranac.
ويعتبر جبل مارسي أعلى الجبال في الولاية حيث يبلغ ارتفاعه 1629 متراً ويقع بالقرب من بحيرة بلاسيد.
وفي الجزء الشمالي الغربي من الولاية يوجد نهر نياجرا حيث توجد شلالات نياجرا على الحدود الأمريكية الكندية ذات المنظر الخلاب.
عاصمة الولاية هي مدينة ألباني ويبلغ عدد سكانها 91993 ومن المدن الأخرى الكبيرة مدينة نيويورك وروشتر Rochester وبافلو Buffalo وسيراكيوز Syracuse وذلك حسب إحصائيات عام 2003. ويوجد في نيويورك عدد من الغابات الطبيعية المحمية منها أديرونداكس Adirordacks وتبلغ مساحتها مليونيين هكتار، وكذلك توجد غابات كاتس كيلز ومساحته ربع مليون هكتار.
غطت طبقة كثيفة من الجليد، خلال العصر الجليدي الذي انتهى قبل 10,000 سنة تقريبًا كل المساحة التي تُعرف الآن بنيويورك، ولقد ساعد الجليد على تشكيل عدد من الملامح الطبيعية الجميلة في هذه الولاية. تمتاز مدينة نيويورك بوجود أكبر مرفأ طبيعي في العالم. ومن أهم أنهارها، نهر هدسون وموهوك وهما من الطرق التجارية المائية المهمة في الدولة. تقع معظم البحيرات في ولاية نيويورك في منطقة أديرونداك في الشمال الشرقي من الولاية، وتُعَد بحيرة إيري وبحيرة أونتاريو اللتان تقعان على الحدود الأمريكية الكندية من أكبر بحيرات نيويورك.
تتألف ولاية نيويورك من ثمانية أقاليم أرضية متميزة. ويغطي إقليم منطقة سهول الساحل الأطلسي الجزيرة الطويلة وجزيرة ستاتن والمناطق السكنية لمدينة نيويورك التي تقع في نهاية الجنوب الشرقي للبر الرئيسي للولاية. وتُزاول حرفة صيد الأسماك والزراعة في هذه المنطقة. كما تعتبر لونج آيلاند من المنتجعات الصغيرة المشهورة.
إقليم مرتفعات نيو إنجلاند منطقة هضاب وجبال قليلة الارتفاع تمتد على طول النصف السفلي من الحدود الشرقية لنيويورك. وتوجد في هذا الإقليم جزيرة مانهاتن التي تقع في قلب مدينة نيويورك. إقليم منخفضات هدسون ـ موهوك يغطي معظم وادي نهر هدسون ووادي نهر موهوك. وتعتبر هذه الأراضي المنخفضة الطرق الوحيدة الصالحة للحركة عبر سلسلة جبال الأبلاش.
إقليم أديرونداك هضاب دائرية ومنطقة جبال واقعة في الشمال الشرقي لنيويورك، وربما تعتبر أيضًا جبال أديرونداك أقدم الجبال في أمريكا الشمالية. ويتميز هذا الإقليم بوجود الأماكن المشهورة للاستجمام والترويح.
إقليم هضبة تج هل جزء منعزل من هضبة الأبلاش وأراضيه شبه مستوية وصخرية الطابع وهو ذو مناخ قاسٍ، إذ تسقط عليه الثلوج بكميات أكثر من أي مكان آخر في الولايات المتحدة الأمريكية إلى الشرق من جبال روكي.
إقليم منخفض سانت لورنس يقع على طول جنوبي منحدر نهر سانت لورنس وشمالي أديرونداك أبلاند. وأراضي هذا الإقليم إما مستوية وإما متموجة.
إقليم إيري ـ منخفضات أونتاريو ـ سهول منخفضة تقع في جنوبي وشرقي بحيرة إيري وبحيرة أونتاريو. ويحتوي الإقليم على العديد من المستنقعات والهضاب البيضية الشكل. ويتميز هذا الإقليم بمزارع الفاكهة ذات التربة الخصبة. ويشكل نهر نياجارا أشهر شلالات مائية في المنطقة وهي شلالات نياجارا. إقليم هضبة الأبلاش الذي يُعرف أيضًا بهضبة أليغني يغطي معظم النصف الجنوبي للولاية. وفي الأجزاء الغربية والوسطى لهذه الهضبة توجد الوديان الثلجية المنخفضة التي تعتبر الفاصل لحدود الأراضي المرتفعة، وعند بحيرات فنجر توجد أكثر الأودية عمقًا والتي تقع فيها بحيرات طويلة عميقة. وتعتبر جبال كاتسكل الواقعة في الجنوب والشرق منطقة سياحية طوال السنة.

## السياسة
بشكل عام ولاية نيويورك مؤيده للحزب الديموقراطي في حين ان بعض الضواحي مؤيده للجمهوريين

## المناخ
المناخ في ولاية نيويورك بالمجمل يشتهر بالرطوبة بحكم قرب الولاية من المحيط الأطلسي. لكن درجات الحرارة تختلف بختلاف الافصل. ففي فصل الشتاء وخصوصًا شهر يناير و فبراير، متوسط درجات الحرارة تكون تحت الصفر. وعلى الساحل الأطلسي تكون درجات الحرارة في فصل الشتاء ابرد من الجزء الغربي من الولاية، لكن المناخ في الجزء الغربي من الولاية يشتهر بكثرة الغيوم مقارنتًا بالجزء الجنوبي الشرقي من ولاية نيويورك. كثرة الغيوم في الجزء الغربي من ولاية نيويورك هو بسبب كثرة الأنهار والأودية التي تتبخر مع حرارة الشمس في فصل الصيف، وخصوصاً في شهر يونيو، يوليو، وأغسطس.
ولاية نيويورك تعاني قليلاً من كثرة الانبعاث الحراري الناتج عن الاستخدام الكبير للمواصلات في المدن الكبيرة في الولاية.

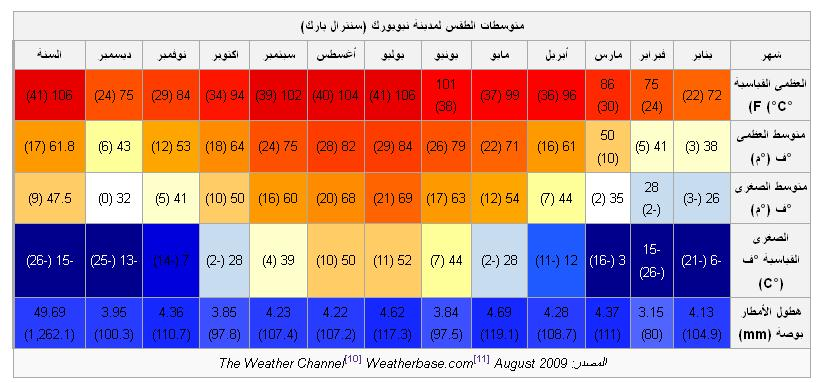
المصدر

- المصدر[13]

## سكان نيويورك
حسب إحصائيات عام 2004 يبلغ عدد سكان نيويورك 19,2 مليون نسمة، ويشكل البيض من أصول أوروبية غالبية عظمى تبلغ 68%، والأمريكيون الافارقة 15%، والآسيويون 6%، والهنود الحمر 0,5%، والأمريكيون اللاتنيون 14%، وآخرون من أجناس مختلطة 3% وبعض الأجناس العنصرية الغير مسجلة احصائيًا ما يقرب من7%، وتبلغ نسبة السكان في نيويورك من المولودين خارج الولايات المتحدة الأمريكية 29%.

## اقتصاد نيويورك
يبلغ إجمالي الناتج القومي لولاية نيويورك 838 مليار دولار أمريكي عام2003 ويبلغ متوسط الدخل للفرد سنويا 38,923 دولار، ووصلت نسبة البطالة 4.9%عام 2005، وبلغ إنتاج قطاع الصناعة 30.9 مليار دولار عام 2003، والقطاع الحكومي 87.5 مليار دولار، وقطاع الرعاية الصحية الاجتماعية 66.4 مليار دولار، وقطاع البناء27.7مليار دولار، وقطاع المواصلات 15.7 مليار دولار، وقطاع المعلومات 56.1مليار دولار، وقطاع السكان والخدمات الغذائية 98.3 مليار دولار أمريكي، وبلغ إجمالي المنح الفيدرالية والمعونات المقدمة من الولاية 460 مليون دولار أمريكي. وبلغ إجمالي الوحدات السكنية 5,087,547 وحدة سكنية عام 2000.
تتمتع ولاية نيويورك باقتصاد ضخم وذلك لريادتها في مجال الصناعة والتجارة والبنوك وكذلك في مجال النشر والإنتاج السينمائي. ويوجد في نيويورك مطار جي اف كيه جون كيندي الدولي John F Kennedy والذي يعتبر من ازحم المطارات في العالم ويعتبر ميناء نيويورك من أكبر الموانئ وأكثرها ازدحاما في العالم. وصل عدد العاملين في مجال الصناعة 200 الف عامل حسب إحصاء 2002، وتعتبر الطباعة والنشر من الصناعات الأساسية في الولاية ويليها صناعة الماكينات والمعدات ثم الأجهزة الالكترونية، كما تعتبر السياحة والمؤتمرات مصدراً أخر للدخل للولاية.
توجد أكثر مصانع الولاية في مقاطعة لونج ايلاند Long Island كما توجد بورصة نيويورك «سوق المال والأسهم» التي تعتبر من أكبر البورصات العالمية وكذلك مركز التجارة العالمي الذي تم استهدافه من قبل الإرهابيين في التاسع من سبتمبر عام 2001 والذي كان فاجعة محزنة في تاريخ نيويورك، وأمريكا والعالم أجمع وراح ضحية هذا الهجوم الكثير من الأبرياء من ثمانيين دولة. وقد كان هذا العمل بمثابة محاولة لزعزعة الاقتصاد الأمريكي. وكما ذكر سابقًا تتمركز أكبر المصانع في نيويورك في مقاطعة لونج ايلاند Long Island حيث توجد مصانع الطائرات وتوجد معمل بروكهافن القومية Brook haven National Labs وتحتوي الولاية على شبكة معقدة من السكك الحديدية والكباري الحديثة والمسارات الجوية وقناة Erie Canal التي تستخدم الآن للرحلات السياحية.
أما بالنسبة لقطاع الزراعة والغذاء فتحتل ولاية نيويورك المرتبة الثالثة في مجال إنتاج الألبان وتشتهر منطقة فينجر لاكس Finger Lakes بزراعة التفاح والعنب الذي يستخدم في صناعة النبيذ الفاخر، ومن المزروعات الأخرى الفراولة والكرز والكمثري والبصل والبطاطس خاصة في غرب لونج ايلاند Long Island. ويوجد في نيويورك العديد من الشركات و البنوك الكبيرة منها شركة سيملس ويب Seamless web والتي يبلغ عائدها عام2003 حوالي 123و963و28 دولار ويبلغ عدد موظفيها 18فقط، وكذلك شركة ليكويدنت Liquidnet التي يبلغ عائدها عام 2003 حوالي 502و344و50 دولار ويبلغ عدد موظفيها 100 موظف.

## التعليم
يوجد في ولاية نيويورك 1.1 مليون طالب يتعلمون في أكثر من 1.200 مدرسة ابتدائية. هناك ما يقرب من 900 مدرسة إضافية يديرها القطاع الخاص العلمانية والدينية في المدينة. وبالرغم من أن الناس لا تفكر في نيويورك على أنها بلدة جامعية، فهناك نحو 594,000 طالب جامعي في مدينة نيويورك، وهو أعلى رقم في أي مدينة في الولايات المتحدة. في عام 2005، ثلاثة من أصل خمسة من سكان مانهاتن خريجي الجامعات واحدة من أصل أربعة كان على درجات علمية متقدمة، وتشكيل واحدة من أعلى التركيزات من الناس المتعلمين تعليمًا عاليًافي أي مدينة أمريكية. يتم توفير التعليم الجامعي العام من قبل جامعة مدينة نيويورك، في البلاد ثالث أكبر نظام الجامعات الحكومية، وعلى معهد تكنولوجيا الموضة، جزء من جامعة ولاية نيويورك. وتضم مدينة نيويورك كذلك عدداً من الجامعات الخاصة البارزة مثل كلية برنارد، جامعة كلومبيا، كوپر يونيون، جامعة فوردم، جامعة نيويورك، المدرسة الجديدة، وجامعة يشيڤا. المدينة لديها العشرات من الكليات الأخرى والجامعات الخاصة الصغيرة، بما في ذلك العديد من المؤسسات الدينية وخاصة لهذا الغرض، مثل جامعة سانت جون، مدرسة جوليارد، كلية جبل سانت فنسنت، ومدرسة للفنون البصرية.
ويتم الكثير من البحوث العلمية في المدينة في الطب وعلوم الحياة. مدينة نيويورك والأكثر الدراسات العليا العلوم الحياتية درجة تمنح سنويًا في الولايات المتحدة، 40,000 الأطباء المرخص، و 127 الحائزين على جائزة نوبل مع جذور في المؤسسات المحلية. وتتلقى المدينة ثاني أعلى تمويل سنوي من معاهد الصحة الوطنية بين كل مدن الولايات المتحدة. الرئيسية مؤسسات البحوث الطبية الحيوية تشمل ميموريال سلون كيترينج للسرطان التابع لجامعة روكفلر، جامعة ولاية نيويورك المركز الطبي داونستيت، كلية ألبرت اينشتاين للطب، وجبل سيناء كلية الطب وكلية طب وايل كورنل.
مكتبة نيويورك العامة، التي تضم أكبر مجموعة في أي نظام مكتبات عامة في الولايات المتحدة، تخدم منهاتن وبرونكس وستاتن أيلاند. Queens is served by the Queens Borough Public Library, which is the nation's second largest public library system, and Brooklyn Public Library serves Brooklyn.[28] مكتبة نيويورك العامة ومكتبات بحثية عديدة، بما في ذلك مركز للبحوث في شومبرغ الثقافة أسود.
المدارس الخاصة في مدينة نيويورك تضم مدرسة بريرلي، مدرسة دالتن، مدرسة سپنس، مدرسة براوننگ، مدرسة تشاپن، Nightingale-Bamford School, وConvent of the Sacred Heart on the الجانب الشرقي العلوي من منهاتن; Collegiate School and Trinity School on the الجانب الغربي العلوي من منهاتن؛ مدرسة هوراس مان، Ethical Culture Fieldston School, ومدرسة ريڤرديل كنتري في ريڤرديل، برونكس; وThe Packer Collegiate Institute وSaint Ann's School في بروكلين هايتس، بروكلين.
المدارس في مدينة نيويورك الثانوية العامة ما يلي: كلية بارد مدرسة ثانوية في وقت مبكر، برونكس الثانوية للعلوم والتقنية بروكلين مدرسة ثانوية، كلية هنتر مدرسة ثانوية، مدرسة ثانوية لاغوارديا، مدرسة ستايڤسانت الثانوية، ومدرسة ثانوية تاونسند هاريس. والمدينة هي موطن لأكبر مدارس للروم الكاثوليك الثانوية في الولايات المتحدة، وهي سانت فرانسيس الإعدادية في ميدوز الجديدة، وكوينز، والوحيدة الرسمية في البلاد المدارس الإيطالية الأمريكية (لا سكولا دي إيطاليا) في الجانب الشرقي من مانهاتن.

## الرياضة
| الأندية الرياضية الرئيسية في ولاية نيويورك | الأندية الرياضية الرئيسية في ولاية نيويورك | الأندية الرياضية الرئيسية في ولاية نيويورك |
| النادي                                     | الرياضة                                    | الدوري                                     |
| ------------------------------------------ | ------------------------------------------ | ------------------------------------------ |
| بوفالو بيلز                                | كرة القدم الأمريكية                        | الدوري الوطني لكرة القدم الأمريكية         |
| بروكلين نتس                                | كرة السلة                                  | الرابطة الوطنية لكرة السلة                 |
| نيويورك نيكس                               | كرة السلة                                  | الرابطة الوطنية لكرة السلة                 |
| نادي نيويورك سيتي                          | كرة القدم                                  | الدوري الأمريكي لكرة القدم                 |
| بافالو سيبرز                               | هوكي الجليد                                | دوري الهوكي الوطني                         |
| نيويورك آيلاندرز                           | هوكي الجليد                                | دوري الهوكي الوطني                         |
| نيويورك رينجرز                             | هوكي الجليد                                | دوري الهوكي الوطني                         |
| نيويورك ميتس                               | كرة القاعدة                                | دوري كرة القاعدة الرئيسي                   |
| نيويورك يانكيز                             | كرة القاعدة                                | دوري كرة القاعدة الرئيسي                   |